# Kōnstantinos Tzolakīs
Kōnstantinos Tzolakīs (in greco  Κωνσταντίνος Τζολάκης?; La Canea, 8 novembre 2002) è un calciatore greco, portiere dell'Olympiacos.

## Carriera

### Club
Tzolakīs è cresciuto nel settore giovanile del Platanias, e nel 2018 è stato acquistato dall'Olympiacos. Ha debuttato in prima squadra il 4 marzo 2020 nell'incontro di Kypello Ellados perso 3-2 contro il PAOK, mente l'esordio in campionato è arrivato l'8 luglio seguente, quando ha sostituito il titolare Bobby Allain a dieci minuti dalla fine dell'incontro vinto 4-2 contro l'Arīs Salonicco. Il 12 settembre ha giocato da titolare la finale di coppa di Grecia riuscendo a mantenere la porta inviolata nel successo per 1-0 sull'AEK Atene. Il 7 ottobre ha firmato il rinnovo del contratto fino al 2024 ed è stato definitivamente promosso in prima squadra.

### Nazionale
Ha giocato nelle nazionali giovanili greche Under-16, Under-17 ed Under-21.
Nel 2024 ha esordito nella nazionale maggiore greca.

## Statistiche

### Presenze e reti nei club
Statistiche aggiornate al 17 maggio 2025.
| Stagione          | Squadra           | Campionato        | Campionato | Campionato | Coppe nazionali | Coppe nazionali | Coppe nazionali | Coppe continentali | Coppe continentali | Coppe continentali | Altre coppe | Altre coppe | Altre coppe | Totale | Totale | Totale |
| Stagione          | Squadra           | Comp              | Pres       | Reti       | Comp            | Pres            | Reti            | Comp               | Pres               | Reti               | Comp        | Pres        | Reti        | Pres   | Reti   |        |
| ----------------- | ----------------- | ----------------- | ---------- | ---------- | --------------- | --------------- | --------------- | ------------------ | ------------------ | ------------------ | ----------- | ----------- | ----------- | ------ | ------ | ------ |
| 2021-2022         | Olympiacos B      | SL2               | 16         | -13        |                 | -               | -               |                    | -                  | -                  |             | -           | -           | 16     | -13    |        |
| 2019-2020         | Olympiacos        | SL                | 1          | -1         | CG              | 2               | -3              | UCL+UEL            | 0                  | 0                  |             | -           | -           | 3      | -4     |        |
| 2020-2021         | Olympiacos        | SL                | 5          | -3         | CG              | 1               | -1              | UCL+UEL            | 0                  | 0                  |             | -           | -           | 6      | -4     |        |
| 2021-2022         | Olympiacos        | SL                | 3          | -1         | CG              | 1               | -1              | UCL+UEL            | 4+0                | -3                 |             | -           | -           | 8      | -5     |        |
| 2022-2023         | Olympiacos        | SL                | 7          | -3         | CG              | 5               | -6              | UCL+UEL            | 0+2                | -5                 |             | -           | -           | 14     | -14    |        |
| 2023-2024         | Olympiacos        | SL                | 10         | -10        | CG              | 0               | 0               | UEL+UECL           | 0+6                | -6                 |             | -           | -           | 16     | -16    |        |
| 2024-2025         | Olympiacos        | SL                | 31         | -20        | CG              | 0               | 0               | UEL                | 8                  | -3                 |             | -           | -           | 39     | -23    |        |
| Totale Olympiacos | Totale Olympiacos | Totale Olympiacos | 57         | -38        |                 | 9               | -11             |                    | 20                 | -17                |             | -           | -           | 86     | -66    |        |
| Totale carriera   | Totale carriera   | Totale carriera   | 73         | -51        |                 | 9               | -11             |                    | 20                 | -17                |             | -           | -           | 102    | -79    |        |

### Cronologia presenze e reti in nazionale
| Cronologia completa delle presenze e delle reti in nazionale ― Grecia | Cronologia completa delle presenze e delle reti in nazionale ― Grecia | Cronologia completa delle presenze e delle reti in nazionale ― Grecia | Cronologia completa delle presenze e delle reti in nazionale ― Grecia | Cronologia completa delle presenze e delle reti in nazionale ― Grecia | Cronologia completa delle presenze e delle reti in nazionale ― Grecia | Cronologia completa delle presenze e delle reti in nazionale ― Grecia | Cronologia completa delle presenze e delle reti in nazionale ― Grecia |
| Data                                                                  | Città                                                                 | In casa                                                               | Risultato                                                             | Ospiti                                                                | Competizione                                                          | Reti                                                                  | Note                                                                  |
| --------------------------------------------------------------------- | --------------------------------------------------------------------- | --------------------------------------------------------------------- | --------------------------------------------------------------------- | --------------------------------------------------------------------- | --------------------------------------------------------------------- | --------------------------------------------------------------------- | --------------------------------------------------------------------- |
| 11-6-2024                                                             | Grödig                                                                | Malta                                                                 | 0 – 2                                                                 | Grecia                                                                | Amichevole                                                            | -                                                                     | 81’                                                                   |
| 20-3-2025                                                             | Il Pireo                                                              | Grecia                                                                | 0 – 1                                                                 | Scozia                                                                | UEFA Nations League 2024-2025 - Play-off                              | -1                                                                    |                                                                       |
| 23-3-2025                                                             | Glasgow                                                               | Scozia                                                                | 0 – 3                                                                 | Grecia                                                                | UEFA Nations League 2024-2025 - Play-off                              | -                                                                     |                                                                       |
| 10-6-2025                                                             | Heraklion                                                             | Grecia                                                                | 4 – 0                                                                 | Bulgaria                                                              | Amichevole                                                            | -                                                                     |                                                                       |
| Totale                                                                |                                                                       | Presenze                                                              | 4                                                                     |                                                                       | Reti                                                                  | -1                                                                    |                                                                       |

## Palmarès

### Club

#### Competizioni nazionali
- Campionato greco: 4

Olympiakos: 2019-2020, 2020-2021, 2021-2022, 2024-2025
- Coppa di Grecia: 2

Olympiakos: 2019-2020, 2024-2025

#### Competizioni internazionali
- UEFA Conference League: 1

Olympiakos: 2023-2024